# Atari
Atari Inc. is een Amerikaanse producent van arcadespellen, spelcomputers en homecomputers.
Het bedrijf, opgericht door Nolan Bushnell en Ted Dabney in 1972, was een belangrijke speler in de computerspelindustrie in de jaren 1980. Het merk Atari is op bepaalde momenten ook gebruikt door Atari Games, een bedrijf dat zich in 1984 afsplitste. Later werd het de handelsnaam van het Franse spelsoftwarebedrijf Infogrames.
Atari produceerde spelcomputers zoals de Atari 2600 (VCS); een reeks van 8 bits-computers (Atari 400 & 800, en de Atari 600XL en 800 XL); de 16 bits-Atari ST, de Atari TT en Atari Falcon; de destijds revolutionaire 64 bits-Atari Jaguar; en de ontwikkeling van een draagbare spelcomputer, de Atari Lynx. In 2004 brachten ze een nieuwe gameconsole uit voor de tv: de "Atari Flashback", dan de "Atari Flashback 2 en 2plus", later kwam de "Atari Flashback 3". In 2012 brachten ze de "Atari Flashback 4" met een special edition poster voor hun 40jaar. Nu (op het moment dat dit geschreven werd: eind 2014) brengen ze de "Atari Flaskback 5" uit. Al deze Flashback-consoles zijn eigenlijk nieuwe versies van de Atari 2600 Video Computer System. De eerste Flashback is een nieuwe Atari 7800.

## Geschiedenis

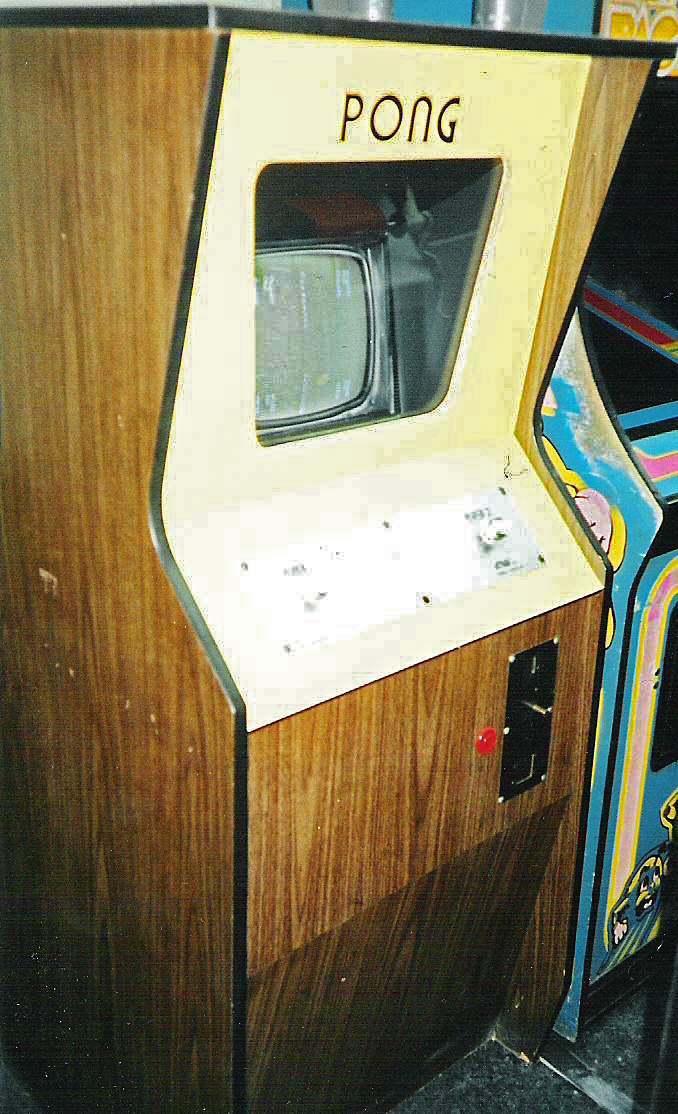
Pong werd uitgebracht als arcadespel in 1972

Het bedrijf werd in 1972 in de Verenigde Staten opgericht door Nolan Bushnell. Atari speelde een rol bij de opmars van de arcadespelindustrie met het spel Pong. De thuisversie van Pong, die op een televisietoestel werd gespeeld, was een van de eerste spelcomputers.
Bushnell verkocht Atari in 1976 voor 28 miljoen dollar aan Warner Communications. Hij verliet het bedrijf in 1978. Als onderdeel van Warner bereikte Atari zijn grootste successen. Miljoenen Atari 2600-consoles werden verkocht en op het hoogtepunt leverde Atari een derde van de jaarlijkse omzet van Warner. Atari was destijds het snelst groeiende bedrijf in de geschiedenis van de Verenigde Staten.
In het begin van de jaren tachtig raakte Atari in de problemen. De homecomputer, spelcomputer, en arcadespel-divisies werkten onafhankelijk van elkaar en werkten zelden samen. Geconfronteerd met woeste concurrentie en prijsoorlogen in de spelcomputer- en homecomputermarkten, kon Atari nooit meer het succes van de 2600 evenaren. In 1982 bracht Atari een teleurstellende versie uit van het erg populaire spel Pac-Man. Datzelfde jaar flopte ook hun E.T.-spel. Atari kampte met grote onverkochte voorraden, wat de prijzen drukte. Verder werd in 1982 een rechtszaak met Activision geschikt, waardoor elk bedrijf plots voor elke computer spellen kon uitbrengen. Dit leidde tot een overaanbod van voornamelijk minderwaardige spellen waardoor het consumentenvertrouwen verdween. Prijzen kwamen onder druk te staan, spellen raakten niet verkocht en bedrijven gingen volop failliet. Dit incident staat bekend als de Noord-Amerikaanse videospelrecessie. Bovendien werd in december 1982 een onderzoek ingesteld naar Atari's stafmedewerkers Ray Kassar en Dennis Groth wegens handel met voorkennis. De Atari 5200-spelcomputer, die als de volgende-generatieopvolger voor de 2600 werd uitgebracht, was gebaseerd op de Atari 800-computer maar was niet compatibel met Atari 800-spelcassettes. De verwachte verkopen werden niet gehaald.
Sinds 1983 gaat een hardnekkig gerucht rond dat Atari miljoenen onverkochte cartridges, waaronder het E.T.- en Pac Man-spel, zou hebben begraven op het Atari-computerspelkerkhof in Alamogordo (New Mexico). Hoewel het verhaal door velen aangezien werd voor een broodjeaapverhaal, werden er cartridges op de bewuste plaats gevonden op 26 april 2014. Volgens de documentaire Atari: Game Over werden er echter geen miljoenen cartridges gevonden, en ging het waarschijnlijk om een praktische manier van een bedrijf in financiële nood om overtollige, te veel geproduceerde cartridges als afval af te voeren.
Desondanks nam Atari nog steeds een uitzonderlijke positie in de wereldwijde markt van computerspellen. Het bedrijf was wereldwijd de grootste spelcomputerfabrikant, behalve in Japan waar Nintendo marktleider was. Dit laatste bedrijf had in 1983 zijn eerste spelcomputer vrijgegeven, de Famicom, die in de rest van de wereld bekend is geworden als Nintendo Entertainment System (NES). Nintendo veroverde Japan stormenderhand en begon naar andere markten te kijken. Het bedrijf bood Atari een licentieovereenkomst aan - Atari zou het NES-systeem mogen bouwen en verkopen en zou hiervoor royalty's afdragen aan Nintendo. Toen hierover een overeenkomst was bereikt besloten de twee bedrijven deze formeel te ondertekenen op de zomer-CES van 1983. Op dezelfde beurs toonde Coleco echter haar nieuwe Adam-computer. Op het scherm daarvan was Nintendo's Donkey Kong te bewonderen, hoewel Atari de rechten had om Donkey Kong voor computers uit te brengen. Atari's CEO Ray Kassar zag het verband en beschuldigde Nintendo van dubbelspel. Nintendo raakte in conflict met Coleco. In de maand daarop werd Ray Kassar gedwongen Atari te verlaten, en de stafmedewerkers betrokken bij de Famicom moesten opnieuw vanaf nul beginnen.
Door een overproductie van Atari's 2600 Pac-Man en het geflopte E.T.-spel daalde de aandelenprijs van Warner $ 60 tot $ 20 en het bedrijf begon te zoeken naar een koper voor zijn kwakkelende divisie. Atari kon de overeenkomst met Nintendo niet meer nakomen, en uiteindelijk werd Nintendo gedwongen om zelfstandig te handelen.
In juli 1984 verkocht Warner de home- en spelcomputerdivisies van Atari onder de naam Atari Corp. voor $ 240 miljoen aan Jack Tramiel, de oprichter van Atari's concurrent Commodore, die toen juist was gedwongen zijn bedrijf te verlaten. Warner behield de arcadeafdeling, die onder de naam Atari Games verder zou gaan.
Onder het bewind van Tramiel verliet Atari de spelcomputermarkt om zich op agressief geprijsde huiscomputers te concentreren, waarbij in 1985 de 8-bits Atari XE-reeks en de 16-bits Atari ST-reeks werden uitgebracht. In 1986 bracht Atari zijn Atari 2600 opnieuw uit en werd de eerder geannuleerde Atari 7800 console alsnog uitgebracht. Atari wist dat jaar een winst van $ 25 miljoen te realiseren. De Atari ST-lijn bleek echter maar matig succesvol. Er werden maar iets meer dan 4 miljoen eenheden van verkocht, een 1,5 op 1 verschil met zijn naaste concurrent in de markt, de Commodore Amiga.
Atari bracht uiteindelijk ook lijn van goedkoop geprijsde IBM PC-compatibele computers uit, en introduceerde in 1989 de Lynx, een handheld spelcomputer met kleurenbeeldscherm. Deze kreeg positieve kritieken, maar wegens de geringe vraag bleef een landelijke campagne voor het Amerikaanse kerstseizoen van 1989 uit. Hierdoor verloor de Lynx marktaandeel aan de Nintendo Game Boy, die weliswaar slechts over een zwart-wit scherm beschikte, maar wel breed beschikbaar was. Tot overmaat van ramp verloor Atari een conflict met Nintendo over de rechten op het spel Tetris, waardoor Nintendo enorm profiteerde van de cultstatus van dit spel. In 1989 begon Atari ook een rechtszaak tegen Nintendo waarbij Atari $ 250 miljoen claimde omdat Nintendo een onwettig monopolie zou hebben. Atari verloor.
Aangezien de opbrengsten van de Atari-ST en van IBM PC-compatibele computers langzaam verdwenen, werden de spelcomputers en de software opnieuw de belangrijkste inkomstenbron voor het bedrijf. In 1993 bracht Atari zijn laatste spelcomputer uit, de Atari Jaguar. Na een periode van aanvankelijk succes, slaagde ook deze computer er niet in de verwachtingen waar te maken. Hoewel hij op een aantal punten krachtiger was dan de concurrerende spelcomputers van Sony en Sega, was hij ook duurder en moeilijker te programmeren. Concurrenten van Atari boden grotere softwarebibliotheken aan en adverteerden veel meer.
Tegen 1996 had Atari miljoenen dollars op de bank staan, na een reeks succesvolle rechtszaken gevolgd door voordelige investeringen. Door de mislukking van de Lynx en de Jaguar had het bedrijf echter geen verkoopbare producten. Bovendien wilden Tramiel en zijn familie zich terugtrekken. Het resultaat was een snelle opeenvolging van eigenaren. In juli 1996 fuseerde Atari met het bedrijf JTS, een kortstondige maker van harde schijven. De naam Atari verdween nu grotendeels van de markt. In maart 1998 verkocht JTS de naam Atari en de activa aan Hasbro Interactive voor $ 5 miljoen - minder dan een vijfde van wat Warner Communications 22 jaar eerder had betaald.
De merknaam verwisselde opnieuw van eigenaar toen Hasbro Interactive in december 2000 werd overgenomen door de Franse software-uitgever Infogrames. In oktober 2001 kondigde Infogrames aan dat het met de lancering van drie nieuwe spelen het merk Atari "opnieuw uitvond", en op 7 mei 2003 veranderde Infogrames zijn naam in Atari Inc. In 2009 werd  de overname van Atari Europe door Namco Bandai afgerond. De naam Atari Europe zou voortaan niet meer worden gebruikt. De nieuwe naam werd Namco Bandai Partners.
In 2013 kwam het bedrijf in zware financiële problemen. Na een herstructurering gaat het verder als ontwikkelaar van sociale casinospelletjes en aanbieder van mobiele versies van hun grote speltitels. Een bekende app van ATARI is "Atari's Greatest Hits" voor android en apple. Het doel is om een aantal spelen van hun bekende arcade en atari 2600 games te kunnen spelen.

## Computers

### Spelcomputers
- Atari TV-Pong
- Atari 2600
- Atari 5200
- Atari 7800
- Atari XEGS

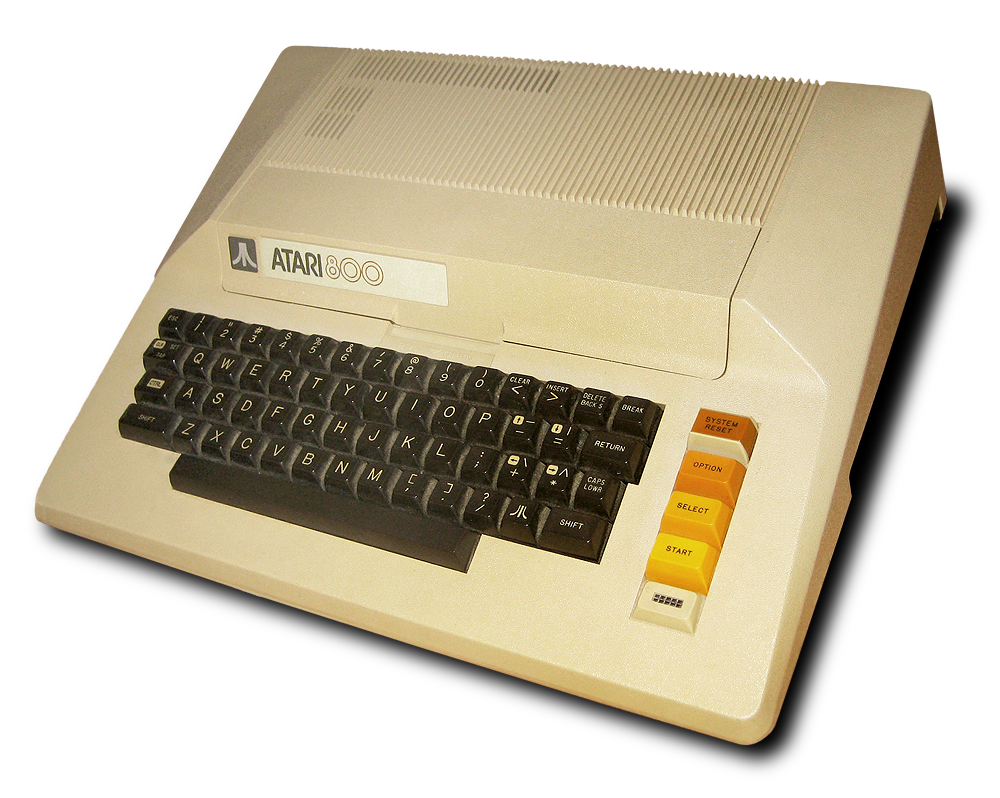
Atari 800

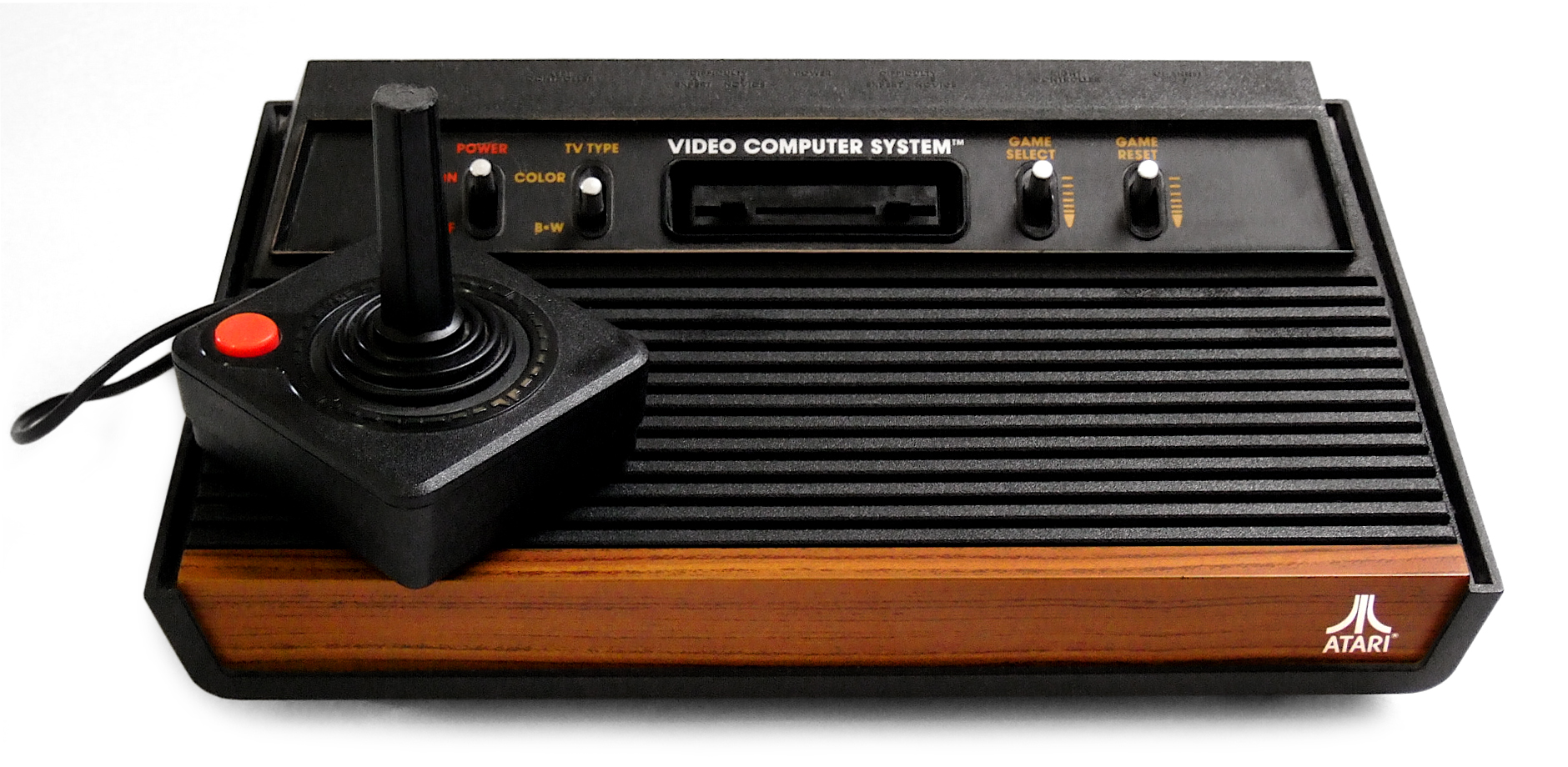
Atari 2600

- Atari Lynx - Draagbare spelcomputer
- Atari Jaguar
- Atari Panther
- Atari Flashback
- Atari Flashback 2
- Atari Flashback 2+
- Atari Flashback 3
- Atari Flashback 4
- Atari Flashback 5

### 8 bit (6502)-microcomputers

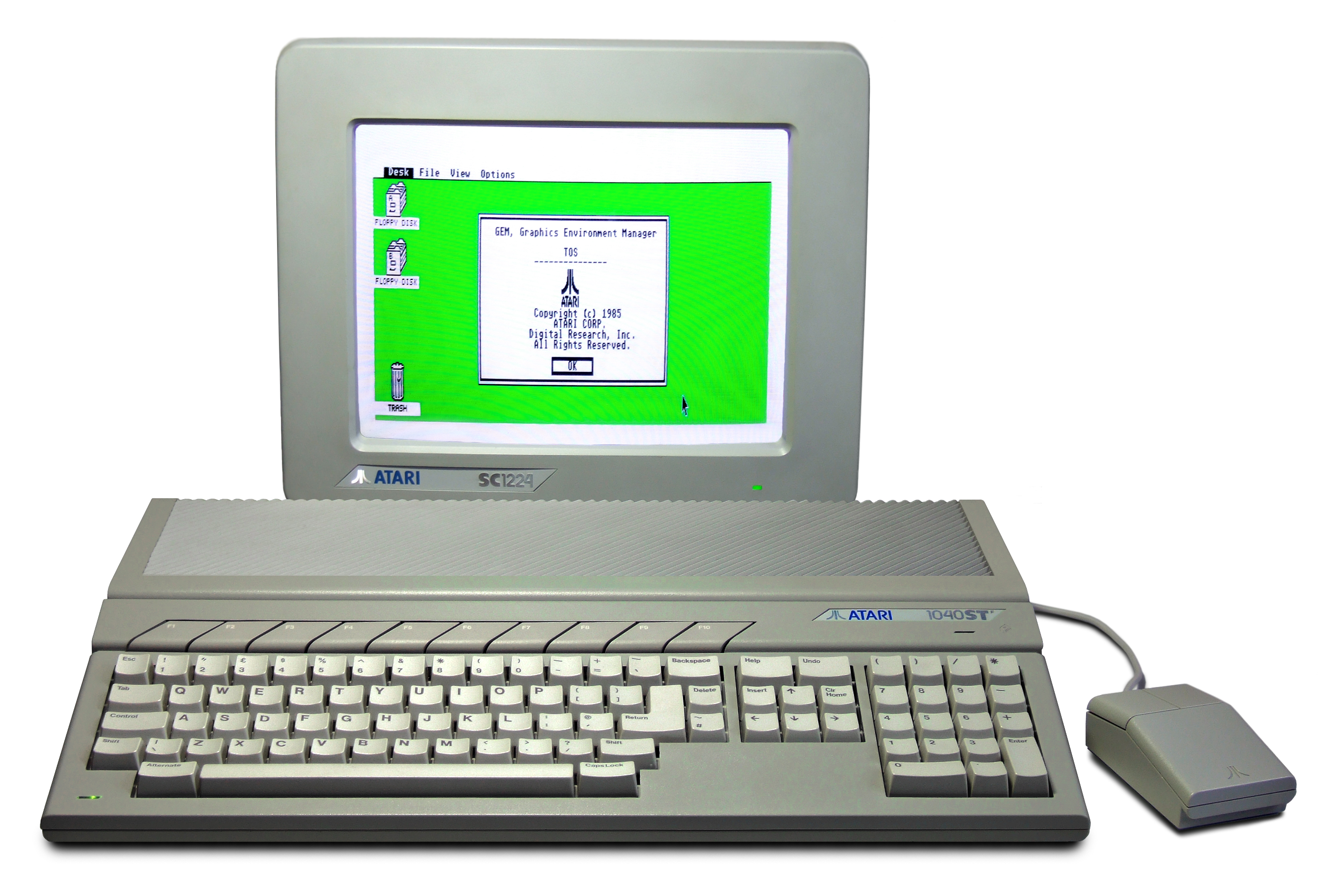
Atari 1040ST

- Atar
- Atari 800
- Atari 1200XL
- Atari 800XL
- Atari 600XL
- Atari 130XE
- Atari 65XE
- Atari 800XE
- Atari XEGS (Atari XE Game System)

### 32 bit (Motorola68000)-microcomputersmet 24 bits-data-adressering (maximaal 16 Mb), 16 bits-datatoegang
- Atari 260 ST
- Atari 520 ST(m)
- Atari 520 STFM
- Atari 1040 STFM
- Atari 520 STe
- Atari 1040 STe
- Atari Mega ST
- Atari Mega STe
- Atari STacy
- Atari ST Book

### Atari 32 bit (Motorola 68030)-microcomputersmet 32 bits-data-adressering (maximaal 4 Gb) en -toegang, MMU (voor virtueel geheugen)
- Atari TT
- Atari Falcon

### Andere machines van Atari
- Atari Transputer Workstation
- Atari Portfolio palmtop computer

## Arcadespellen (selectie)
- Area 51
- Asteroids
- Battle Zone
- Breakout
- Centipede
- E.T.
- Firefox
- Gauntlet
- I, Robot
- Lunar Lander
- Marble Madness
- Missile Command
- Mission Impossible
- Pong
- Pole Position
- Star Wars
- Tempest

## Trivia
- Carlos Salinas de Gortari, president van Mexico van 1988 tot 1994, had als bijnaam Carlos Salinas de Atari. Deze bijnaam kreeg hij omdat hij volgens velen aan de macht was gekomen door gesjoemel met stemcomputers.
- Atari ontleent zijn naam aan het spel Go. Atari is op het moment dat een keten nog maar één vrijheidsgraad heeft voordat hij volledig ingesloten is en dus bijna geslagen kan worden. Het logo van Atari illustreert deze drie geblokkeerde plekken.
- Het logo van Atari is gebaseerd op de Fuji, een berg in Japan.